# همیلتون جیمز
همیلتون جیمز (انگلیسی: Hamilton E. James؛ زادهٔ ۳ فوریهٔ ۱۹۵۱) سرمایه‌دار و مدیر اجرایی اهل ایالات متحده آمریکا است، که هم‌اکنون به‌عنوان نایب رئیس هیئت مدیره بلک‌استون و رئیس هیئت مدیره کاستکو فعالیت می‌کند. وی همچنین از اعضای هیئت مدیره مرکز ترقی آمریکایی می‌باشد.